# Kabupaten de Nganjuk
Le kabupaten de Nganjuk, en indonésien Kabupaten Nganjuk, est un kabupaten d'Indonésie situé dans la province de Java oriental.

## Histoire
La région de Nganjuk est liée au roi Mpu Sindok, dont la capitale était dans le centre de Java et qui en 928 apr. J.-C., la transfère dans l'est de l'île.

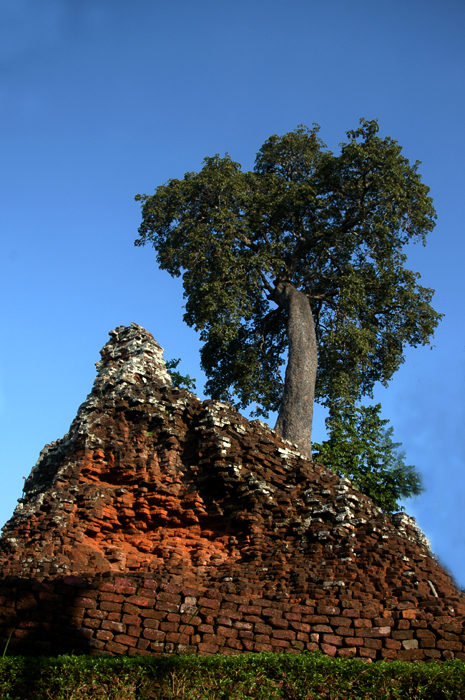
Le Candi Lor

## Culture et tourisme

### Archéologie

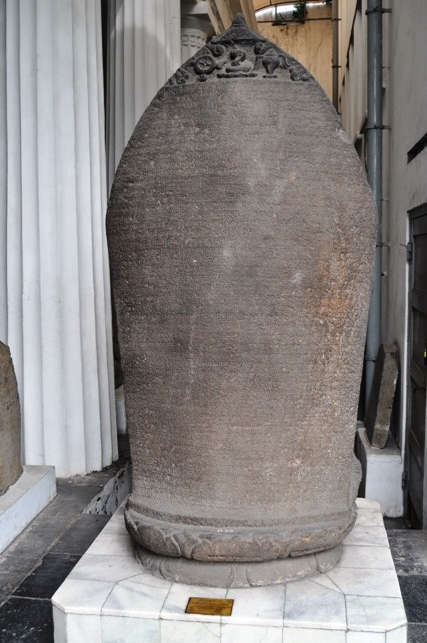
L'inscription d'Anjuk Ladang exposée au Musée national d'Indonésie à Jakarta

- Une inscription, dite "d'Anjuk Ladang" d'après le nom du lieu où elle a été trouvée, porte la date de 859 de l'ère Saka, soit 937 apr. J.-C. Elle exprime la reconnaissance du roi pour l'assistance des habitants d'Anjuk Ladang dans son combat contre "des étrangers". Le nom même de Nganjuk vient d'"Anjuk"
- Le Candi Lor, ou "temple du nord" en javanais, se trouve dans le village de Candirejo, à environ 4 km au sud de la ville. On attribue sa construction à Mpu Sindok.

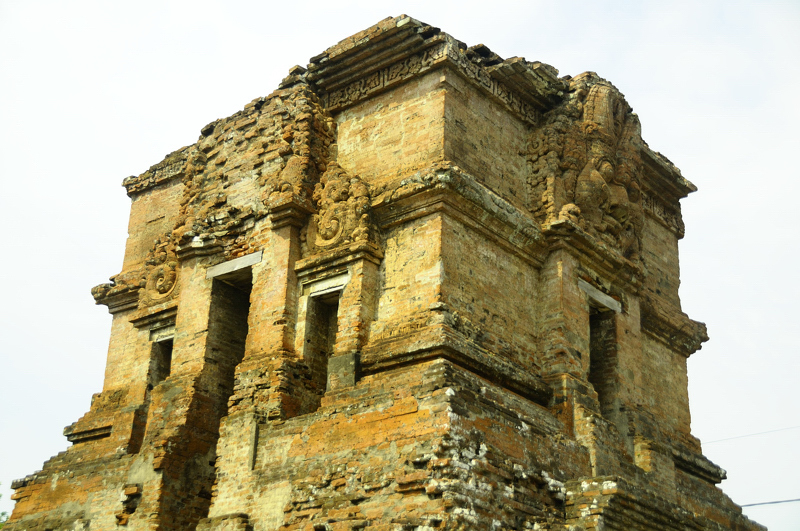
Le temple de Ngetos

- Le  temple de Ngetos est situé dans le village du même nom, à environ 5 km au sud de Nganjuk. Comme le Candi Lor, il est construit en brique rouge. Les historiens le datent du XVe siècle, de l'époque du royaume de Majapahit. On pense que l'endroit pourrait être l'emplacement de la tombe du roi  Hayam Wuruk de Mojopahit. Selon la tradition locale, il y avait un second temple, appelé Tajum, qui aurait disparu. La tombe de Hayam Wuruk se serait trouvée dans ce temple disparu.
- Le musée Anjuk Ladang est situé à Nganjuk même. Il contient des objets trouvés dans la région, des époques de Daha (royaume de Kediri, XIIIe siècle) et Majapahit.

### Le bain rituel de Sedudo

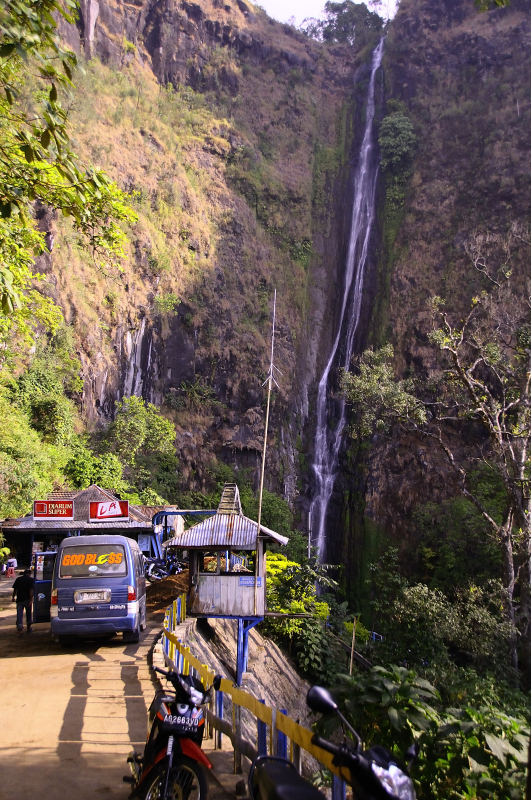
La chute d'eau de Sedudo

Chaque année, au mois javanais de Suro, le premier du calendrier javanais, a lieu une cérémonie au cours de laquelle douze jeunes filles et jeunes gens inaugurent  une procession qui se rend à la chute de Sedudo, située à quelque 20 km au sud-ouest de Nganjuk, sur le flanc nord du volcan Liman. La procession est menée par  le bupati (préfet) de Nganjuk. Les participants prennent ensuite un bain rituel dans l'eau de la chute. Après ce rituel, un spectacle de danse Jedor est donné.
Selon la croyance, l'eau de Sedudo servait à un bain rituel de statues lors d'une cérémonie appelée Parna Prahista. Les participants s'aspergeaient ensuite de l'eau du bain, censée apporter la santé et la jeunesse éternelles.

### Le bain rituel d'objets héréditaires
Chaque année, lors du mois de Maulud, dans le village de Ngliman, les anciens procèdent au bain rituel d'objets héréditaires, puis les portent en procession. Après la procession, les participants assistent à un spectacle de danses Reog et Mungdhe.